# Braydon Hobbs
Pour les articles homonymes, voir Hobbs.
Braydon Alexander Hobbs, né le 17 mai 1989 à New Albany, Indiana, est un joueur américain de basket-ball. Il évolue au poste de meneur.

## Biographie

### Carrière universitaire
Entre 2008 et 2012, il joue pour les Knights à l'université Bellarmine.

### Carrière professionnelle

#### Mackay Meteors (2012)
Le 28 juin 2012, lors de la draft 2012 de la NBA, automatiquement éligible, il n'est pas sélectionné.
Après avoir quitté Bellarmine avec un diplôme en justice pénale, Hobbs déménage en Australie et rejoint les Mackay Meteors pour la saison 2012 de la Queensland Basketball League.
Il termine la saison en étant le meilleur tireur à trois points avec 44,11% de réussite et aide les Meteors à remporter à nouveau le championnat pour la première fois dans l'histoire du club. En 17 matches, il a des moyennes de 13,9 points, 6,2 rebonds, 5,1 passes décisives et 1,9 interceptions par match.

#### Cáceres Ciudad del Baloncesto (2012-2013)
En août 2012, après la fin de la saison QBL, Hobbs signe avec le club espagnol du Cáceres Ciudad del Baloncesto (en) pour la saison 2012-2013. En 35 matches avec Cáceres, il a des moyennes de 7,1 points, 2,8 rebonds, 1,9 passes décisives et 1,6 interceptions par match.

#### Gladstone Port City Power (2013)
En mai 2013, Hobbs retourne dans le Queensland et signe avec Gladstone Port City Power (en) pour la saison 2013 de la QBL. En 12 matches pour Gladstone, il a des moyennes de 22,3 points, 8,1 rebonds, 6,0 passes décisives et 2,4 interceptions par match. Il termine la saison en étant le meilleur marqueur à trois points avec 45,69% de réussite, le meilleur passeur de la ligue et nommé dans le meilleur cinq majeur du championnat.

#### Alba Fehérvár (2013-2014)
Le 1er septembre 2013, après la fin de la saison QBL, il signe avec le club hongrois de l'Alba Fehérvár.
En 32 matches de championnat pour Alba, Hobbs a des moyennes de 9,1 points, 4,2 rebonds et 3,4 passes décisives par match.

#### Nuremberg BC (2014-2015)
Le 7 août 2014, il signe un contrat avec le club allemand du Nuremberg BC pour la saison 2014-2015.
En 38 matches pour Nuremberg, il a des moyennes de 11,9 points, 4,1 rebonds, 5,9 passes décisives et 1,9 interceptions par match, et est nommé joueur de l'année de la ligue.

#### Mackay Meteors (2015)
En avril 2015, Hobbs signe avec les Mackay Meteors pour la saison QBL 2015, retournant au club pour une seconde fois. Son ancien coéquipier universitaire, Jeremy Kendle, s'est également aventuré dans le Queensland et a rejoint l'équipe rivale des Toowoomba Mountaineers. Hobbs réalise une autre excellente saison dans la QBL, en étant nommé à nouveau dans le meilleur cinq majeur du championnat et MVP de la finale en aidant Meteors à remporter le championnat. En 18 matches avec les Meteors en 2015, il a des moyennes de 14,7 points, 5,8 rebonds, 4,8 passes décisives et 1,2 interceptions par match.

#### Gießen 46ers (2015-2016)
Le 9 juin 2015, il signe un contrat avec le club allemand du Gießen 46ers.
En 33 matches pour Gießen en 2015-2016, il a des moyennes de 10,5 points, 5,2 rebonds, 4,8 passes décisives et 1,7 interceptions par match, aidant l'équipe à un bilan de 17 victoires et 17 défaites cette année-là.

#### ratiopharm Ulm (2016-2017)
Le 18 juin 2016, il reste en Allemagne et signe un contrat avec ratiopharm Ulm.
Il est le meilleur passeur de l'équipe (5,4 passes par match) tout en ayant des moyennes de 7,1 points, 3 rebonds et 1,3 interceptions par match. Son équipe est éliminée en demi-finale des playoffs.
Hobbs fait 14 apparitions au cours de la campagne d'EuroCoupe 2015-2016, marquant 7,3 points, distribuant 4,7 passes décisives et arrachant 2,8 rebonds par match.

#### Bayern Munich (2017-2019)
Le 5 juillet 2017, il signe un contrat de deux ans avec le club allemand du Bayern Munich.

#### EWE Baskets Oldenbourg (2019-2021)
Le 1er juillet 2019, il signe un contrat de deux ans avec le club allemand de l'EWE Baskets Oldenbourg.

#### Monbus Obradoiro (depuis 2021)
Le 2 juillet 2021, il signe avec le club espagnol du Monbus Obradoiro.

## Palmarès
- 2× QBL champion (2012, 2015)
- QBL Grand Final MVP (2015)
- 2× QBL All-League Team (2013, 2015)
- ProA Player of the Year (2015)
- NCAA Division II champion (2011)
- NABC Division II Player of the Year (2012)
- GLVC Player of the Year (2012)
- GLVC All-Defensive Team (2012)
- 2× First-team All-GLVC (2011, 2012)
- 2× Third-team All-GLVC (2009, 2010)
- GLVC Freshman of the Year (2009)